# Alte Försterei (Luckaitztal)
Alte Försterei (historisch auch Försterei Marienfasanerie) ist ein Wohnplatz im Ortsteil Muckwar der Gemeinde Luckaitztal im Landkreis Oberspreewald-Lausitz in Brandenburg. Er gehört dem Amt Altdöbern an.

## Lage
Die Siedlung liegt südöstlich von Muckwar in einem kleinen Waldgebiet. Weitere umliegende Siedlungen sind Ranzow im Nordosten, Reddern im Osten, Peitzendorf im Südosten und Bohnenmühle im Süden. Rund einen Kilometer westlich der Alten Försterei, die sich am Ende einer Sackgasse befindet, liegt die Landesstraße 53 zwischen Calau und Altdöbern.

## Geschichte
Die Marienfasanerie wurde als Forsthaus im Gutsbezirk Muckwar errichtet. Sie entstand vermutlich zu Beginn des 20. Jahrhunderts, zuvor wurde keine Försterei in Muckwar erwähnt. Zunächst gehörte Marienfasanerie zum Landkreis Calau in der preußischen Provinz Brandenburg. Am 30. September 1928 wurde der Gutsbezirk Muckwar aufgelöst und die Marienfasanerie in die Landgemeinde eingegliedert. Nach dem Zweiten Weltkrieg blieb die Gemeinde Muckwar mit ihren Ortsteilen zunächst im Landkreis Calau, der 1950 in Landkreis Senftenberg umbenannt wurde. Am 25. Juli 1952 wurde der Landkreis Senftenberg im Zuge der DDR-Kreisreform aufgelöst und die Siedlung Försterei Marienfasanerie kam zum Kreis Calau im Bezirk Cottbus.
Die amtliche Ortsbezeichnung wurde später in Alte Försterei geändert. Nach der Wiedervereinigung gehörte die Siedlung zum Landkreis Calau in Brandenburg, der im Dezember 1993 im neuen Landkreis Oberspreewald-Lausitz aufging. Am 31. März 2002 fusionierte die Gemeinde Muckwar mit drei weiteren Gemeinden zu der neuen Gemeinde Luckaitztal.